# Communauté rurale de Gabou
La communauté rurale de Gabou est une communauté rurale du Sénégal située à l'est du pays. 
Elle fait partie de l'arrondissement de Moudéry, du département de Bakel et de la région de Tambacounda.